# Tony Palmer
Tony Palmer (Londra, 29 agosto 1941) è un regista e scrittore britannico.

## Biografia
Ha diretto oltre 100 pellicole tra film e documentari, spettacoli teatrali e opere liriche. È inoltre noto per i suoi lavori con musicisti rock come The Beatles, Cream, Jimi Hendrix, Rory Gallagher e Frank Zappa (200 Motels), e per i documentari biografici su Maria Callas, Margot Fonteyn, John Osborne, Igor Stravinsky, Richard Wagner, Peter Sellers, Yehudi Menuhin, Julian Lloyd Webber, Carl Orff, Benjamin Britten e Ralph Vaughan Williams.
Ha vinto 12 medaglie d'oro del New York Film Festival oltre a numerosi premi BAFTA e Emmy Award. Palmer ha ricevuto anche due Prix Italia, per A Time There Was nel 1980 e At the Haunted End of the Day nel 1981.

## Filmografia
- The Art of Conducting (1966)
- Up the Theatre (1966)
- Conceit (1967)
- Benjamin Britten & his Festival (1967)
- Burning Fiery Furnace (1967)
- Corbusier (1967)
- Twice a Fortnight - serie TV (1967)
- All My Loving (1968)
- Cream's Farewell Concert (1968)
- Will the Real Mr. Sellers... Please Stand Up? (1969)
- How It Is (1969)
- Rope Ladder to the Moon (1969)
- Colosseum and Juicy Lucy (1970)
- Fairport Convention & Matthews Southern Comfort (1970)
- Glad All Over (1970)
- National Youth Theatre (1970)
- 200 Motels (1971)
- Brighton Breezy (1971)
- Mahler 9 (1971)
- Ginger Baker in Africa (1971)
- Birmingham (1971)
- The Pursuit of Happiness (1972)
- The World of Liberace (1972)
- The World of Hugh Hefner (1973)
- International Youth Orchestra (1973)
- Bird on a Wire (1974)
- Rory Gallagher – Irish Tour '74 (1974)
- The World of Miss World (1974)
- Tangerine Dream – live at Coventry Cathedral (1975)
- All You Need is Love - serie TV (1976–1980)
- The Wigan Casino (1977)
- Biddu (1977)
- The Edinburgh Festival (1977)
- The Mighty Wurlitzer (1978)
- The Edinburgh Festival Revisited (1978)
- The Space Movie - film TV (1979)
- Pride of Place [6 parti] (1979)
- A Time There Was (1979)
- First Edition (1980)
- At the Haunted End of the Day (1980)
- Once, at a Border... (1982)
- Wagner - film TV (1983)
- Primal Scream (1984)
- Puccini - film TV (1984)
- Mozart in Japan (1986)
- Testimony (1987)
- Maria Callas (1987)
- In From The Cold? (1988)
- Dvorak - In Love? (1988)
- Hindemith – a Pilgrim's Progress (1989)
- The Children (1990)
- Menuhin, a Family Story (1990)
- I, Berlioz(1992)
- Symphony of Sorrowful Songs (1993)
- A Short Film About Loving (1994)
- O Fortuna (1995)
- England, My England (1995)
- Brahms & The Little Singing Girls (1996)
- Michael Crawford (1996)
- Hail Bop – a profile of John Adams (1997)
- Parsifal (1997)
- The Harvest of Sorrow (1998)
- The Kindness of Strangers(1998)
- Valentina Igoshina plays Chopin (1999)
- The Strange Case of Delfina Potocka(1999)
- Foreign Aids (2001)
- Ladies & Gentlemen, Miss Renée Fleming (2002)
- Hero – The Story of Bobby Moore (2002)
- Toward the Unknown Region(2003)
- John Osborne & The Gift of Friendship (2003)
- Ivry Gitlis & The Great Tradition (2004)
- The Adventures of Benjamin Schmid (2005)
- Margot (2005)
- The Salzburg Festival – A Brief History  (2006)
- "O Thou Transcendent..." (2007)
- The Wagner Family (The South Bank Show) (2009)
- Holst – In the Bleak Midwinter (2011)
- Vangelis and the Journey to Ithaka (2013)
- Britten: Nocturne (2013)
- The Beatles and World War II (2016)
- Vangelis: The Interviews (2016)

## Libri
- Born Under a Bad Sign (1970)
- The Trials of Oz (1971)
- Electric Revolution (1971)
- The Things I Love (1976)
- All You Need Is Love (1976)
- Charles II: Portrait of an Age (1979)
- Julian Bream: A Life on the Road. (1982) ISBN 0-356-07880-9
- Menuhin: A Family Story (1991)